# Dyschiriognatha dentata
Dyschiriognatha dentata är en spindelart som beskrevs av Zhu och Wen 1978. Dyschiriognatha dentata ingår i släktet Dyschiriognatha och familjen käkspindlar. Inga underarter finns listade i Catalogue of Life.